# Белорусское кладбище (Ист-Брансуик)
Белорусское кладбище в Ист-Брансуике (бел. Беларускія могілкі ў Іст-Брансуіку, англ. East Brunswick Belarusian Cemetery) — православное кладбище в Ист-Брансуике, Нью-Джерси, США. Принадлежит приходу Жировицкой Божьей Матери, чей храм находится в Хайленд-Парке, в 10 километрах от кладбища. Прилегает к польскому кладбищу святой Марии, которое в несколько раз больше по площади.
Участок площадью 3,5 акра (1,4 га) был выкуплен под кладбище в 1959 году. В то время среди белорусской эмиграции существовал возникший в конце 1940-х годов раскол по политической и гражданской принадлежности, поэтому в Саут-Ривере хоронили и хоронят сторонников БЦР, а в Ист-Брансуике — сторонников Рады БНР. На кладбище хоронят не только православных белорусов из прихода церкви Жировицкой Божьей Матери, но и белорусов со всех концов США и Канады, включая католиков. Общее количество захоронений на этом кладбище составляет около сотни, что делает его крупнейшим белорусским кладбищем в США.

## Похороненные на кладбище
- Александр Орса[1] (1896—1959) — белорусский общественный, политический и культурный деятель, педагог.
- Владимир Друговец (1923—1961) — белорусский общественный деятель в Аргентине.
- Александр Махновский (1902—1967) — белорусский педагог и общественный деятель.
- Василий (Томащик) (1900—1970) — белорусский общественный и религиозный деятель, архиепископ БАПЦ.
- Виктор Войтенко (1912—1972) — белорусский общественный деятель, врач и священник.
- Язеп Гладкий (1890—1972) —  белорусский общественный деятель, фольклорист, этнограф.
- Левон Совёнок (1897—1974) — белорусский писатель и журналист.
- Филарет Родько (1890—1977) — белорусский общественный и военный деятель, педагог.
- Григорий Крушина[1] (1907—1979) — белорусский поэт, прозаик и критик.
- Станислав Станкевич (1907—1980) — белорусский литературовед, публицист, редактор, педагог, общественный деятель
- Леонид Голяк (1910—1980) — белорусский общественный деятель, юрист.
- Аполлония Совёнок-Раткевич (1901—1982) — белорусская педагог и писательница.
- Андрей (Крит) (1901—1983) — религиозный и общественный деятель, епископ БАПЦ[1].
- Мария Станкевич (1900—1983) — белорусская общественная деятельница чешского происхождения. Жена Яна Станкевича.
- Галина Орса (1930—1984) — белорусская общественно-культурная деятельница, педагог.
- Витовт Тумаш[1] (1910—1988) — белорусский общественный деятель, врач, скориновед.
- Александр Стаганович (1890—1988) — белорусский общественный и политический деятель.
- Чеслав Ханевка (1909—1988) — белорусский общественный деятель.
- Винсент Жук-Гришкевич (1903—1989) — председатель Рады БНР (в изгнании)[1]
- Раиса Жук-Гришкевич (1919—2009) — белорусская общественная деятельница.
- Михаил Мицкевич (1897—1991) — белорусский общественный и культурный деятель. Младший брат Якуба Коласа.
- Василий Стома (1911—1992) — белорусский писатель и общественный деятель.
- Петр Конюх[1] (1910—1994) — белорусский оперный певец.
- Антон Адамович[1] (1909—1998) — белорусский литературовед, историк, публицист, прозаик, доктор филологических наук.
- Николай (Мацукевич) (1917—2002) — епископ и предстоятель БАПЦ[1].
- Михась Рагуля (1914—2002) — белорусский общественный и политический деятель.
- Зора Кипель[1] (1927—2003) — белорусская общественная деятельница, литературоведка, публицистка.
- Бронислав Данилович (1908—2003) — хронист 1-го белорусского штурмового взвода, белорусский общественный деятель в США.
- Франциск Бартуль (1918—2005) — белорусский общественный деятель.
- Янина Кохановская (1905—2005) — белорусская общественная деятельница.
- Вера Бартуль (1930—2006) — белорусская общественная деятельница.
- Изяслав (Бруцкий) (1926—2007) — митрополит БАПЦ.
- Кастусь Мерляк (1919—2007) — белорусский общественный деятель в изгнании.
- Иосиф Сажич (1917—2007) — белорусский общественно-политический деятель, военный.
- Борис Данилюк (1923—2011) — белорусский общественный деятель в США.
- Александр Мицкевич (1919—2015) — белорусский общественный деятель в США, сын Михаила Мицкевича[5].
- Антон Шукелойть (1915—2017) — белорусский общественный деятель в США.
- Янка Запрудник (1926—2022) — белорусский общественный деятель в США, историк, политолог.
- Витовт Кипель[бел.] (1927—2022) — белорусский общественно-культурный деятель, историк
- Кастусь Верабей (1931—2024) — белорусский общественный деятель в США[6]